# Corythalia grata
Corythalia grata là một loài nhện trong họ Salticidae.
Loài này thuộc chi Corythalia. Corythalia grata được Elizabeth Maria Gifford Peckham & George William Peckham miêu tả năm 1901.